# MD Helicopters MD 600
MD Helicopters MD 600N je lahki 8-sedežni enomotorni helikopter ameriškega proizvajalca McDonnell Douglas Helicopter Systems. Je podaljšana različica helikopterja MD 520N, MD 500 ima sicer korenine v vojaškem Hughes OH-6 Cayuse. Posebnost MD 600N je odsotnost repnega rotorja, namesto njega uporablja sistem NOTAR.
McDonnell Douglas Helicopter Systems je oznanil razvoj helikopterja leta 1994, sprva je imel oznako MD 630N. Prvi prototip je prvič poletel 22. novembra 1994. Proizvodnja se je začela leta 1995. 
Za razliko od MD 520N, ki ima 5-kraki glavni rotor, ima MD 600N 6-kraki in močnejši turbogredni motor Model 250.

## Tehnične specifikacije (MD 600N)
Podatki iz The International Directory of Civil Aircraft, 2003–2004
Splošne karakteristike
- Posadka: 1–2
- Število sedežev: skupaj 8
- Dolžina: 35 ft 5 in (11,79 m)
- Premer rotorja: 27 ft 6 in (8,38 m)
- Višina: 8 ft 9 in (2,65 m)
- Površina rotorjev: 594,0 sq ft (55,2 m²)
- Teža praznega letala: 2100 lb (952 kg)
- Maks. vzletna teža: 4100 lb (1860 kg)
- Pogon letala: 1 ×  turbogredni motor Allison Model 250-C47, 600 KM (447 kW)

 Zmogljivost 
- Maks. hitrost: 152 vozlov (175 mph, 282 km/h)
- Potovalna hitrost: 135 vozlov (155 mph, 250 km/h)
- Doseg: 357 nmi (411 mi, 661 km)
- Višina leta: 18700 ft (5700 m)
- Hitrost vzpenjanja: 2070 ft/min (10,5 m/s)